# 康塞桑-杜拉古阿苏
康塞桑-杜拉古阿苏（葡萄牙語：Conceição do Lago Açu）是巴西马拉尼昂州的一个市镇。总面积827.426平方公里，总人口14139人，人口密度17.1人/平方公里。